# Enock Kwakwa
Enock Kwakwa, född 2 juli 1994, är en ghanansk fotbollsspelare.

## Karriär
I februari 2015 värvades Kwakwa av Falkenbergs FF, där han skrev på ett halvårskontrakt. I augusti 2016 förlängde Kwakwa sitt kontrakt med 2,5 år.
I november 2018 värvades Kwakwa av Jönköpings Södra, där han skrev på ett treårskontrakt.
2022 lämnade han Jsödra och värvades av Charleston Battery som spelar i USL Championship (andra divisionen) i USA.